# Rosa Maria Noguer Carbonés
Rosa Maria Noguer Carbonés (les Planes d'Hostoles, la Garrotxa, 1954) és una poeta catalana i mestra jubilada. És autora de quinze llibres de poemes de temàtiques diverses. És membre del grup literari Amics de les Lletres Garrotxines. Ha obtingut diversos premis literaris: 
- 1r Premi Puigmartí de Maçanet de la Selva (2009),
- 1r Premi Alba de Cunit (2009 i 2010),
- 2n Premi Poesia Ametista d'Arbúcies (2008,2010 i 2014),
- XXVI Premi de Poesia Mn.Narcís Saguer de Vallgorguina (2010)[2]
- 1r Premi Dones Poetes de la Garrotxa (2011)[2]
- XIX Premi Josep Fàbregas Capell, vila de Sallent (2012)[2]
- 1r Premi del jurat popular de l'Esplai d'Olot (2013-2014)[2]
- 1r Premi del jurat tècnic de l'Esplai d'Olot (2014)[2]

## Obres[calcitació]
- A l'Ombra (2006)
- Enllà del gris (2007)
- Pessics de tarda (2007)
- Sueños de azahar (2008, amb Antonio Capel)
- Retorn (2008)
- Amb dits de seda (2009)
- Al fons, una mirada (2010)
- Al compàs dels dies (2010,2014)
- Arpegi de sonets (2011)
- Rere el llegat de Pandora (Témenos Edicions, 2011, XXVI Premi MN. Narcís Saguer)
- Dins la pell (2011, amb la poeta Maria Dolors Figueres i el fotògraf Josep Maria Julià)
- Una mar, un amor (2012)
- De veu en veu (2013, XIX Premi Josep Fàbregas i Capell)
- Amb ulls d'infant (autoeditat, 2014)
- Farem el cim! (Emboscall, 2014)
- Cercles captius (Emboscall, 2015)
- Entre l'herba i la solitud (Emboscall, 2015)
- Jo i l'Altra (Emboscall, 2017)